# Neurorécepteur
Un neurorécepteur est une molécule biologique qui assure la transduction d'un signal depuis l'extérieur du neurone vers l'intérieur de la cellule où il participera à la formation du signal électrique neuronal.
Il faut faire attention à ne pas confondre neurone sensoriel et neurorécepteur : le neurorécepteur est « la molécule active » du neurone sensoriel, mais ce dernier est constitué, outre des neurorécepteurs, de tout l'attirail biochimique nécessaire au métabolisme cellulaire.
Les neurorécepteurs peuvent être distingués suivant le type de signal qu'ils reçoivent :
- les neurorécepteurs chimiques sont les plus courants. Il s'agit de récepteurs au sens biochimique, c'est-à-dire sensibles à la présence dans le milieu extracellulaire d'une molécule dite ligand (ou messager chimique) qui, en se fixant sur un site précis du récepteur, déclenchent la cascade de transduction. Exemples : récepteur nicotinique, récepteurs GABAA.

- les photorécepteurs sont des molécules qui ont la propriété de s'activer lorsqu'elles sont soumises à un rayonnement lumineux. On les trouve, par exemple, dans les cellules photoréceptrices de la rétine où elles assurent la transduction du signal lumineux en signal chimique intracellulaire. Exemples : rhodopsine, photopsine.

- les récepteurs olfactifs sont des molécules présentes à la surface des neurones olfactifs qui détectent la présence d'un composé chimique dans le milieu environnant. Il existe une très grande variété de sous-types de récepteurs olfactifs (y compris chez l'être humain où l'olfaction est peu développée). Cette variété permet de détecter un grand nombre de composés chimiques différents.

- les neurorécepteurs de la famille TRP (en anglais, en:Transient receptor potential) convertissent la chaleur en signal chimique. Ces molécules se trouvent dans les cellules thermoréceptrices du derme et des muqueuses. Certaines d'entre elles sont aussi activés par un pH acide ou par certaines molécules comme la capsaïcine qui est présente dans le piment, ce qui explique la sensation d'avoir la langue qui brûle ou la bouche en feu lorsqu'on en mange. À l'inverse, les TRP de type ANKTM1 sont sensibles au froid et au menthol d'où l'impression de fraîcheur associée à cet arôme.

- les stéréocils de la cochlée assurent la transduction mécanoélectrique des vibrations mécaniques transmises à partir des sons qui frappent le tympan jusque dans l'oreille interne.